# Ivan Evstratiev Geshov
Iván Evstratiev Geshov (en búlgaro: Иван Евстратиев Гешов; Plovdiv, 20 de febrero de 1849-Sofía, 11 de marzo de 1924) fue un político búlgaro que desempeñó el cargo de primer ministro del país a comienzos del siglo XX.

## Biografía
Nació en Plovdiv en el seno de una familia de comerciantes originaria de Karlovo. Geshov estudió en el instituto búlgaro de los Santos Cirilo y Metodio de Plovdiv y en el Owens College de Manchester (1866-1869), donde estudió lógica y economía política con William Stanley Jevons.

## Trayectoria
Geshov se dio a conocer políticamente por su participación en la campaña por la independencia búlgara del Imperio Otomano. Escribió una serie de cartas contra los otomanos y fue condenado a muerte, aunque posteriormente se le conmutó la pena por el exilio en Alepo. Fue indultado en 1878 tras la independencia y regresó a Bulgaria para participar en el gobierno de Rumelia Oriental, asumiendo diversas funciones, entre ellas la de ministro de Finanzas de la región.
Como gobernador del Banco Nacional de Bulgaria desde 1883, en adelante, llegó a ser reconocido como uno de los principales expertos económicos del país y finalmente fue nombrado ministro de Finanzas en el Gobierno de Vasil Radoslavov en 1886. En este cargo, y en los posteriores períodos como ministro de Hacienda, tendió a seguir un proteccionismo con el fin de desarrollar la economía del país, bastante atrasada. Sin embargo, se oponía a las políticas de Stefan Stambolov, uno de los regentes del país, y dimitió en 1887, en gran medida por su oposición a la actitud favorable al Imperio austrohúngaro de Stambolov.
Después de un descanso de la vida política, regresó como ministro de Finanzas en el Gobierno de Konstantin Stoilov en 1894, cargo que ocupó durante tres años. En 1901 fue nombrado presidente de la Sabranie (Asamblea) y ese mismo año fue elegido líder del Partido Popular, tras la muerte de Stoilov.. En 1908 participó en el llamado "incidente Geshoff".

### Primer ministro

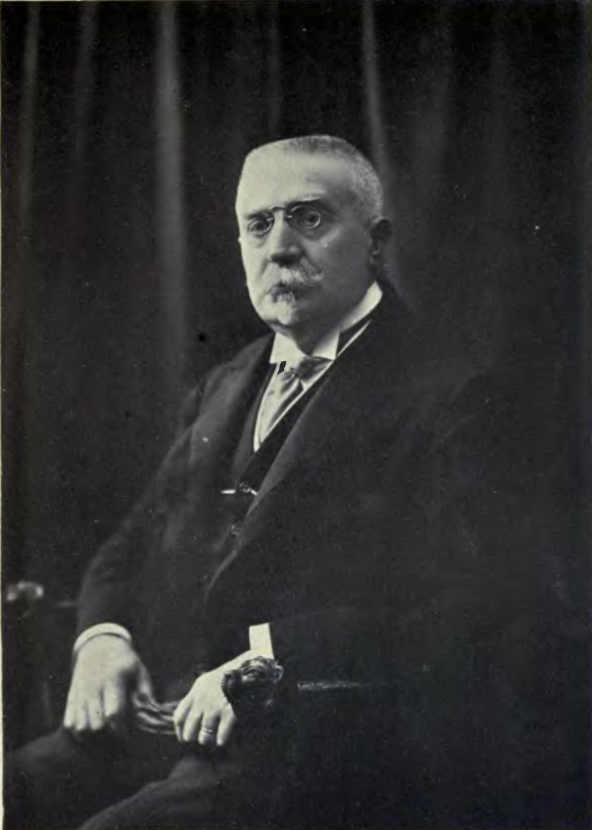
Geshov a principios del siglo XX.

Geshov finalmente formó un Gobierno el 29 de marzo de 1911, al frente de una coalición moderada de nacionalistas y de la fracción rusófila de Stoyan Danev, presidente de la Cortes búlgaras. Como primer ministro, apoyó la introducción del sistema electoral de representación proporcional. También apoyó la política de impulsar la Liga Balcánica y dirigió al país durante la primera guerra balcánica contra el Imperio otomano. Sin embargo, dimitió el 30 de mayo de 1913, día en que se firmó el Tratado de Londres (1913) que puso fin a la guerra, al rechazar la política del zar de combatir a los aliados de la Liga Balcánica. A pesar de ello, había sido el propio Gobierno de Geshov el que había concedido al zar la potestad de firmar tratados. Le sucedió al frente del Consejo de Ministros su anterior aliado, Danev, que acababa de regresar de las negociaciones de paz de Londres.

## Alejado del poder
Geshov permaneció en la política como miembro de la Sabranie, uniéndose al Partido Demócrata en 1923, tras la caída del gobierno de Alejandro Stamboliski, pero no desempeñó ningún cargo gubernamental.
Fuera de la política desempeñó diversas funciones, entre ellas la de redactor del periódico Maritsa, fundador de la Sociedad de Estudios y de la Sociedad Científica y Literaria y presidente de la Cruz Roja Búlgara (1899-1924) y de la Academia Búlgara de Ciencias (1911-1924).